# Louis Barbarin
Louis Barbarin (* 24. Oktober 1902 in New Orleans; † 12. Mai 1997) war ein US-amerikanischer Jazz-Schlagzeuger.
Louis Barbarin war Sohn des Blechbläsers Isidore Barbarin (Onward Brass Band) und Bruder des Schlagzeugers Paul Barbarin (1901–1969). Er trat u. a. mit John Robichaux, Buddy Petit, Punch Miller, Jim Robinson und George Lewis auf; ab 1937 spielte er bei Papa Celestin. Barbarin wirkte im Bereich des Jazz von 1951 bis 1981 bei 61 Aufnahmesessions mit.